# Zajączkowo (województwo wielkopolskie)
Zajączkowo – wieś sołecka w Polsce położona w województwie wielkopolskim, w powiecie szamotulskim, w gminie Pniewy, na wschodnim brzegu jeziora Zajączkowskiego, 17 km na południowy zachód od Szamotuł.

## Historia
Pierwsza wzmianka na temat wsi pochodzi z 1369 roku. Podczas badań archeologicznych, prowadzonych w latach międzywojennych, odkryto ślady grodu obronnego na wyspie jeziora Ząjączkowskiego z okresu najazdów krzyżackich. Jedna z legend głosi, że po bitwie pod Grunwaldem jezioro i okoliczne dobra otrzymał rycerz zwany Zającem. W latach 1411 do 1419 wybudowany został na tym terenie kościół drewniany, który uległ spaleniu w 1643 roku. Zajączkowo w XIV wieku stanowiło własność niejakiego Mroczka. W XV wieku było siedzibą Zajączkowskich herbu Zaremba, którzy w 1462 roku ufundowali w Psarskiem istniejącą do dziś murowaną świątynię uposażoną zapisem na dobrach Zajączkowskich. Wraz z budową kościoła w Psarskiem, na półwyspie w Zajączkowie powstała okazała budowla osadzona na palach wbijanych w grunt wyspy, zarys jej fundamentów stanowi częściową podbudowę obecnego pałacu. Zajączkowscy władali posiadłością do 1495 roku. Dwór i gospodarstwo bardzo dobrze funkcjonowało i rozwijało się, powiększając się o folwark Podborowo, aż do 1536 roku, gdy po śmierci Jana Zaręby nastąpiło rozdrobnienie dóbr należących do dworu. 
Wieś  szlachecka położona była w 1580 roku w powiecie poznańskim województwa poznańskiego.
Z zapisów parafialnych dowiedzieć się można o kolejnych właścicielach dóbr Zajączkowa - w 1580 roku swoje działy posiadali Stanisław i Maciej Wojnowscy herbu Nałęcz i Kasper Potulicki herbu Grzymała, którzy niestety niezbyt należycie dbali o posiadłości Zajączkowa. W 1670 roku władanie wsią przejął Jan Przedzyński herbu Jastrzębiec, kanonik poznańskiej Kolegiaty Św. Michała, który odbudował drewniany kościół oraz plebanię. W XVII w. postawił on, na dawnych fundamentach z pali, dwór murowany oraz zabudowania gospodarcze typu stajnie, obory, powozownie i warsztaty potrzebne do funkcjonowania majątku, a także unormował w swoim testamencie statut prawny kościoła w Zajączkowie i pozostałych dóbr dworskich. Wśród właścicieli posiadłości zajączkowskich pod koniec XVII wieku odnajdujemy również Teresę Drozdowską, a także kolejnych kolatorów – Franciszka Ignacego Rzymowskiego i Mariannę Zakrzewską. Od drugiej połowy XVIII wieku majątkiem zarządzała rodzina Żółtowskich herbu Ogończyk, dokonując zmian i ulepszeń w pałacu i przyległych zabudowaniach, a także dobudowując drugie skrzydło pałacu. Jest to także okres rozkwitu całego majątku, który liczył już 750ha. W roku 1879 wieś została sprzedana przez Jarosława Żółtowskiego i przeszła w ręce Stanisława Ponińskiego pochodzącego z Dominowa. Od tego czasu często zmieniają się właściciele majątku, który przechodzi w ręce niemieckie. W Księdze Wieczystej w Państwowym Biurze Notarialnym w Szamotułach widnieją zapisy kolejnych właścicieli, a są wśród nich G. Fulke (1890 rok), Bertold Warsiński (1897 rok), W. Urbanowski (1910 rok), Petronela Sznajdrowa (1924 rok), Bolesław Lewiński (1932 rok), aż do roku 1946, gdy majątek Zajączkowa przejmuje Skarb Państwa Polskiego.

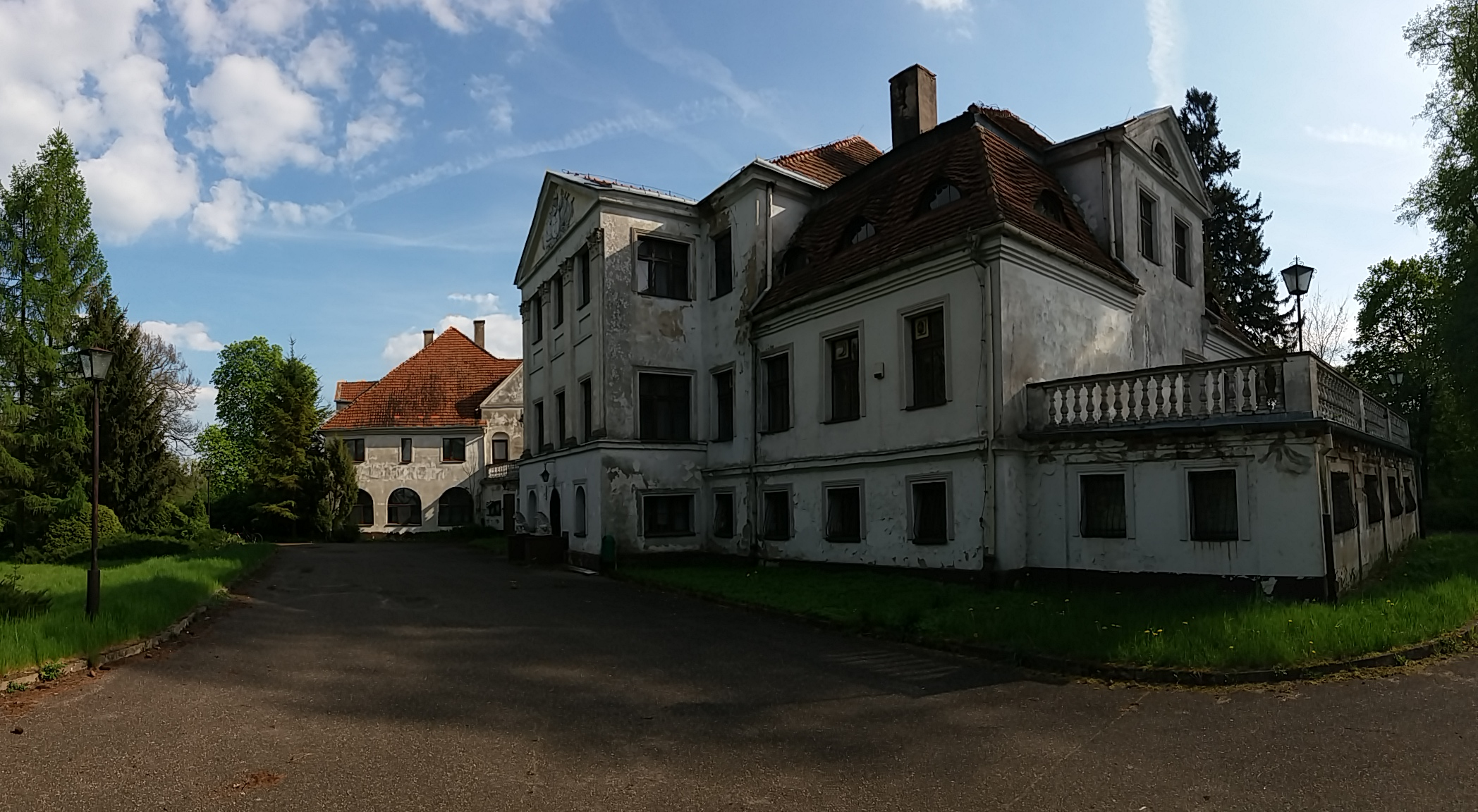
Pałac w Zajączkowie

W 1910 roku dokonano gruntownej przebudowy pałacu w Zajączkowie i wprowadzono wszelkie dostępne unowocześnienia - windę, która dowoziła potrawy i naczynia w pobliże sali balowej, a także instalację wodną doprowadzającą wodę do pałacu i zabudowań gospodarczych. Dokonali tego ówcześni właściciele – Urbanowscy herbu Prus. Dobudowana została wówczas także fasada z czterema kolumnami doryckimi, a w trójkątnym zwieńczeniu umieszczony został herb rodzinny. W dniach 12-17 lipca 1933 r. we wsi doszło do strajku robotników rolnych.

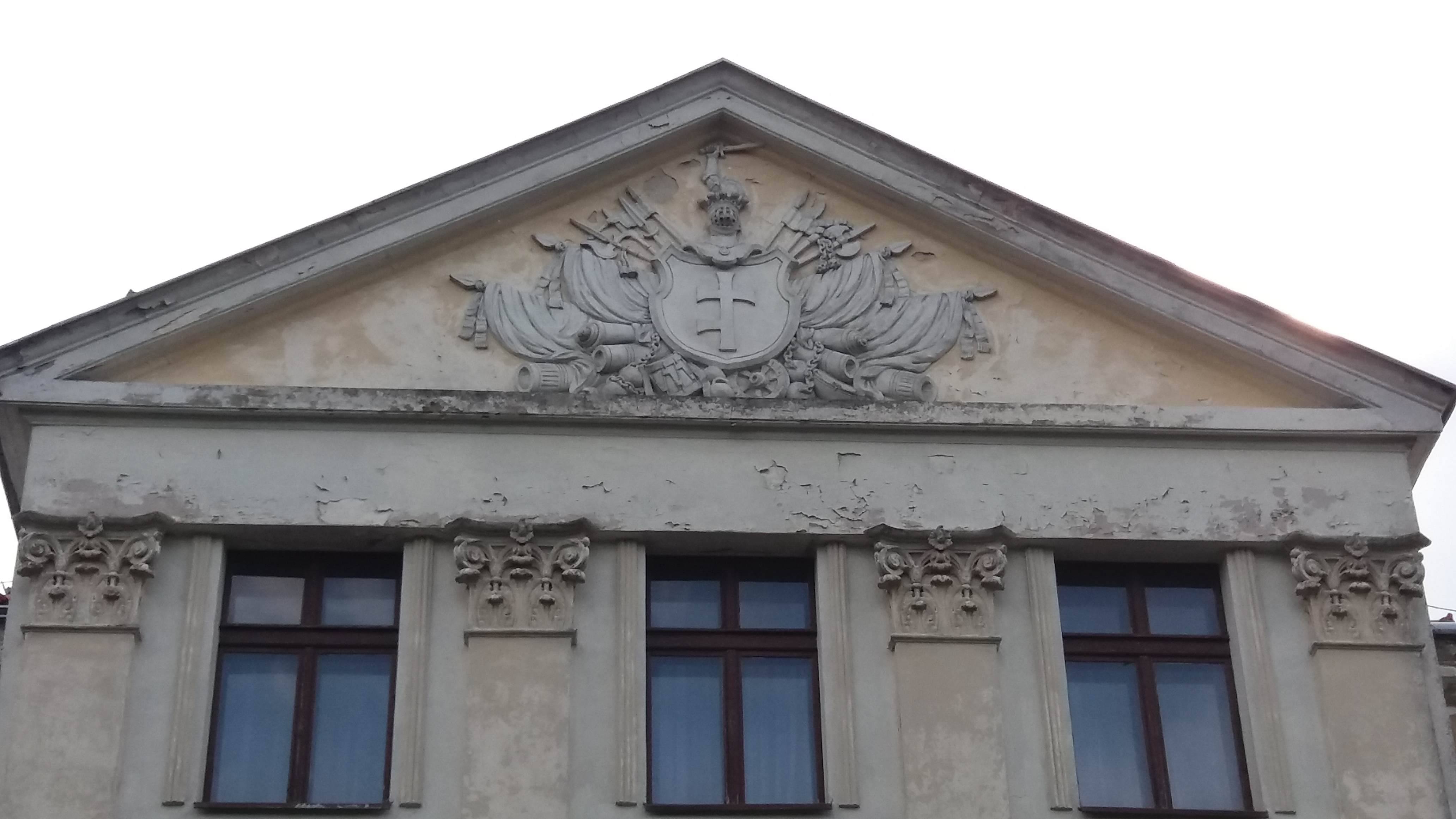
Trójkątne zwieńczenie pałacu

Przed II Wojną Światową na terenie Zajączkowa działała szkoła niemiecka. Po zakończeniu wojny budynek szkolny został przejęty i została uruchomiona Szkoła Podstawowa, która przez kolejne lata kształciła młode pokolenia mieszkańców, aż do czasu likwidacji placówki w 1976 roku. Ostatnim pedagogiem i jednocześnie kierownikiem placówki był Józef Wąsik, który powrócił na te tereny po trudnych latach niewoli i pobycie w obozie jenieckim. Obecnie budynek szkoły znajduje się w rękach prywatnych.
Ostatni właściciele Zajączkowa wydzierżawili posiadłość właścicielowi Turowa, który osadził tam swoją pasierbicę, wydaną za mąż za Niemca pochodzenia francuskiego o nazwisku Ginther von Ponzet. Pozostawali oni w majątku do 1945, aż do wkroczenia wojsk sowieckich.
Po II wojnie światowej ziemie majątku zajączkowskiego zostały poddane parcelacji, a obiekty pałacowe ulegały dewastacji. W 1952 roku parcelanci założyli Rolniczą Spółdzielnię Produkcyjną, która uległa rozwiązaniu w 1956 roku, a jej grunty przejęła RSP w Psarskiem. Spółdzielnia zajęła się też odbudową i renowacją obiektów pałacowych oraz gospodarczych.
W latach 1975–1998 miejscowość należała administracyjnie do województwa poznańskiego. Na terenie Zajączkowa działa Ochotnicza Straż Pożarna, założona w 1947 roku.
We wsi działa lokalne Towarzystwo Miłośników Ziemi Zajączkowskiej „Winiaszewo", którego członkiem oraz przewodniczącym był w przeszłości aktor August Kowalczyk.
Nad jeziorem Zajączkowskim, na półwyspie w pobliżu pałacu znajduje się plaża ze strzeżonym kąpieliskiem czynnym w sezonie letnim.

### Zabytki

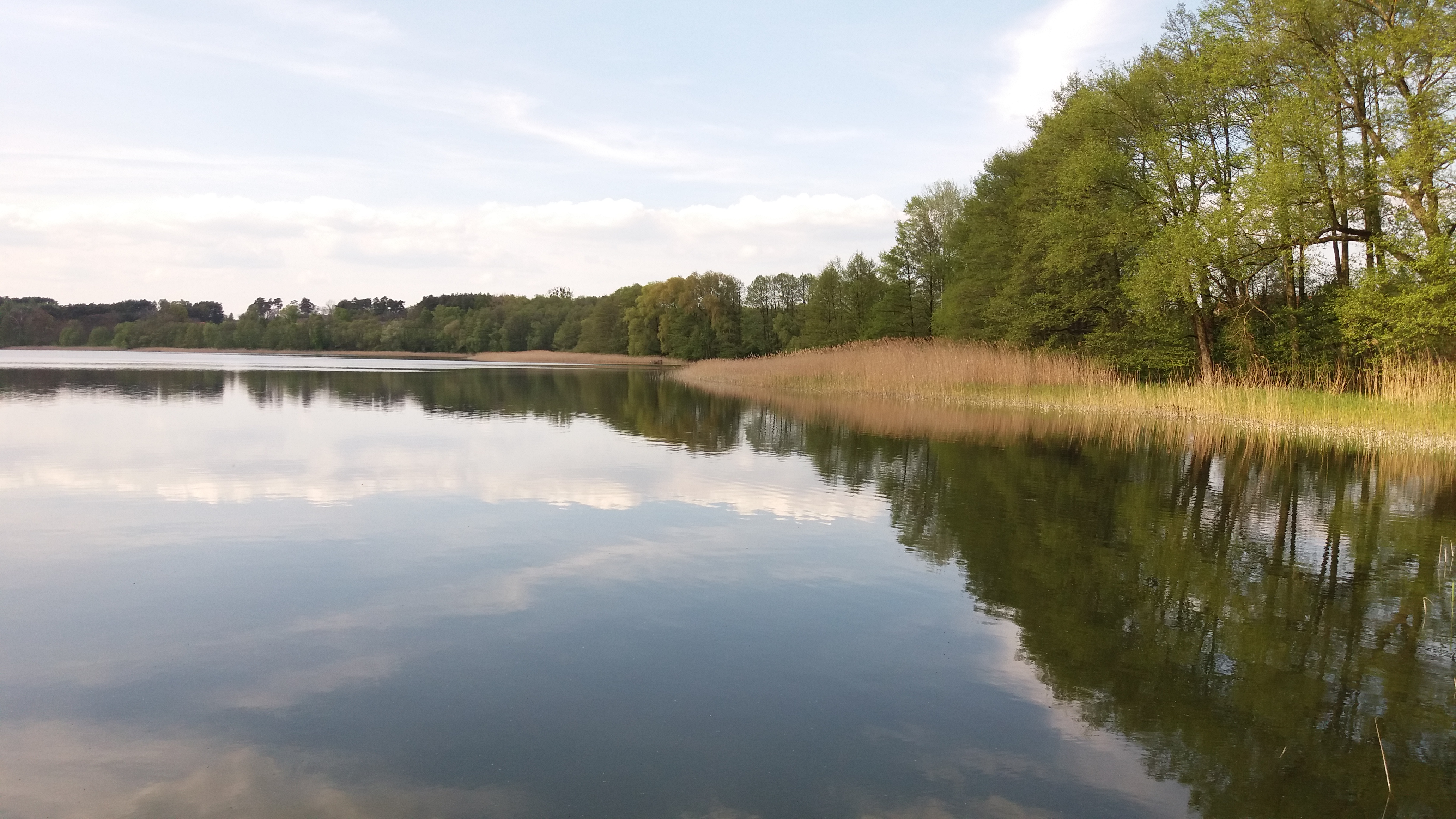
Jezioro Zajączkowskie

- Nad jeziorem stoi późnobarokowy pałac, wzniesiony w czwartej ćwierci XVIII w. dla Żółtowskich, prawdopodobnie na miejscu usytuowanego na wyspie dawnego grodu obronnego. Zapewne wtedy też usypano groblę. Ten barokowy dwór przebudowano gruntownie w 1910 r. Przebudowa polegała na wybudowaniu mieszkalnego piętra w wysokim strychu, umieszczeniu wystawek w elewacjach i dobudowaniu do fasady ryzalitu neoklasycznego zwieńczonego frontonem. Budynek kryty jest wysokim czterospadowym polskim dachem łamanym. W ostatnich latach dobudowano aneks, starając się utrzymać styl całości. Pałac został restaurowany w latach 1957 i 1988. Od 1989 roku obiekt pałacowy zaczął pełnić rolę ośrodka wypoczynkowo-szkoleniowego Kuratorium Oświaty w Poznaniu[7].

- Wokół rozciąga się park z XVIII w. o pow. 5,1 ha, w którym rośnie kilka okazów drzew, m.in. kasztanowiec o obw. 410 cm, świerk kaukaski o obw. 350 cm i sześć lip o obw. 320-420 cm[5].

- W 1911 r. odbudowano kryptę grobowca Żółtowskich, znajdującą się na pobliskim cmentarzu[7].

## Ludność
W 2011 roku Zajączkowo zamieszkiwało 281 osób stale zameldowanych oraz 2 osoby zameldowane czasowo.
| Rok  | Mieszkańcy stali | W tym kobiety | W tym mężczyźni |
| ---- | ---------------- | ------------- | --------------- |
| 1999 | 317              | 170           | 147             |
| 2000 | 315              | 168           | 147             |
| 2001 | 309              | 165           | 144             |
| 2002 | 301              | 162           | 139             |
| 2003 | 298              | 161           | 137             |
| 2004 | 288              | 157           | 131             |
| 2005 | 288              | 157           | 131             |
| 2006 | 281              | 155           | 126             |
| 2007 | 280              | 153           | 127             |
| 2008 | 281              | 151           | 130             |
| 2009 | 277              | 148           | 129             |
| 2010 | 280              | 149           | 131             |
| 2011 | 281              | 147           | 137             |

| Przedział wiekowy | Liczba mieszkańców | %      | Kobiety | %      | Mężczyźni | %      |
| ----------------- | ------------------ | ------ | ------- | ------ | --------- | ------ |
| Od 0 do 6 lat     | 23                 | 8,19%  | 11      | 3,91%  | 12        | 4,27%  |
| Od 7 do 18 lat    | 36                 | 12,81% | 24      | 8,55%  | 12        | 4,27%  |
| Od 19 do 65 lat   | 186                | 66,19% | 91      | 32,38% | 95        | 33,81% |
| > 65 lat          | 36                 | 12,81% | 21      | 7,47%  | 15        | 5,34%  |
| Ogółem            | 281                | 100%   | 147     | 52,31  | 134       | 47,69% |